# 根本信男
根本 信男（ねもと のぶお　1940年7月15日 –　）は、日本の実業家。

## 人物・概要
1940年、茨城県にて出生。1963年、明治大学法学部中退。
親族の経営する企業などに勤務した後、1969年にアデランス設立（名称はフランス語で「接着・付着」を意味する「adhérence」に由来）。1970年、代表取締役社長に就任。1987年、取締役最高顧問。1995年、代表取締役会長。
ヨーロッパやアジアへの事業展開に加え、アメリカではボズレー社や北米最大のトータルヘアソリューション企業であるヘアクラブ社をグループ化するなど、一代で世界的な総合毛髪のリーディングカンパニーを築き上げた。多くの有名タレントを起用したCMシリーズで知られる。近年はヘアスカルプ事業や、芸能用のウィッグやヘアーメイキングなどにも取り組む。
一方、積極的にCSRを推進し、円形脱毛症や抗がん剤で脱毛している子供達に30年以上、医療用ウィッグを無償提供している。また、大学との産学連携による皮膚・毛髪研究を積極的に推進している。
商号は、2007年に会社分割により、事業を同名の事業会社である株式会社アデランスへ譲渡し、本体は持株会社株式会社アデランスホールディングスへ移行した。更に、2009年に男性用は「ADERANS」、女性用は「フォンテーヌ」としてブランド展開し、2010年に事業子会社であった株式会社アデランスとフォンテーヌ株式会社を吸収合併し、商号を株式会社ユニヘアー（「ユニバーサル・ヘアー」の略で、「文化・言語・国籍の違い、老若男女を問わずに利用できる新しい毛髪」を意味する）に変更したが、2011年に社名を元の株式会社アデランスに戻している。
2023年（令和5年）春の叙勲で旭日小綬章を受章した。